# Neferirkara
Neferirkara, alternativ stavning Neferirkare var den tredje faraonen under Egyptens femte dynasti och regerade omkring 2475-2465 f. Kr. Mycket lite är känt om hans regeringstid förutom att han lät bygga en pyramid och ett soltempel vilket ännu inte upptäckts.

## Familj
Det är inte säkerställt vilka Neferirkaras föräldrar var. Vissa egyptologer tror att han var son till Userkaf och Chentikaus I medan nya upptäckter verkar indikera att han var son till Sahura och Neferetnebti. Som ung kan han ha kallats prins Ranefer och när han besteg tronen tog han namnet Neferirkara. Hans tvilling, Netjerirenre gjorde senare detsamma och besteg tronen som Shepseskara.
Neferirkara gifte sig med drottning Chentikaus II och de fick två söner som båda senare blev kungar: Neferefra och Neuserra. På 70-talet utgrävdes drottningens pyramid och dödstempel och det i närliggande gravar vanligt förekommande namnet Kakai var troligen Neferirkaras födelsenamn.

## Regeringstid
Enligt Manetho härskade Neferirkara i 20 år, men på den skadade Palermostenen beskrivs som högst den 5:e kreaturs-avräkning, vilket skulle innebära 9:e eller 10:e regeringsåret året eftersom avräkningen normal sett bara hölls vartannat år. De eventuellt följande åren saknas tyvärr eftersom stenen är avbruten just efter den 5:e avräkningen. Forskare anser att 20 års regeringslängd är i högsta laget eftersom hans pyramid bara påbörjades och aldrig färdigställdes.